# Schtroumpf bricoleur
Pour l'album, voir Le Schtroumpf bricoleur
 (septembre 2022).
Si vous disposez d'ouvrages ou d'articles de référence ou si vous connaissez des sites web de qualité traitant du thème abordé ici, merci de compléter l'article en donnant les références utiles à sa vérifiabilité et en les liant à la section « Notes et références ».
Le Schtroumpf bricoleur est un personnage de fiction de la bande dessinée Les Schtroumpfs. Il a été créé par le dessinateur belge Peyo puis transformé par Thierry Culliford en 1962.

## Caractéristiques
Le Schtroumpf bricoleur est l'ingénieur du village. Il apporte une aide précieuse aux Schtroumpfs en effectuant des réparations ou en leur prêtant des outils. Il est aussi un inventeur de génie.
Vestimentairement, aucun attribut ne le distingue des autres Schtroumpfs avant l'épisode des P'tits Schtroumpfs, où il apparaît vêtu de sa fameuse salopette bleue. À partir de là, il a souvent un crayon sur l'oreille.
Dans Schtroumpf vert et vert Schtroumpf, on apprend qu'il habite la partie sud du village.

## Apparitions
Il apparaît pour la première fois dans Le Centième Schtroumpf. C'est lui qui, dans Les Schtroumpfs et le Cracoucass (planche 27 et suivantes), a l'idée de fabriquer une arbalète montée sur roulettes pour bombarder l'oiseau monstrueux. C'est à lui que le Cosmoschtroumpf emprunte les outils nécessaires à la construction de sa fusée. Personnage souvent présent, le Schtroumpf bricoleur peut avoir le premier rôle, notamment quand une de ses inventions se retourne contre le village. Ainsi, dans Le Schtroumpfeur de pluie, il invente une machine permettant de contrôler le climat, mais celle-ci se dérègle à la suite d'une dispute entre le Schtroumpf paysan et le Schtroumpf poète. Dans On ne schtroumpfe pas le progrès, les robots qu'il a créés se rebellent et passent sous le contrôle d'un autre robot, le Roi Ordure ; mais, aidé du Grand Schtroumpf et du Schtroumpf paysan, le Schtroumpf bricoleur parvient à sauver le village.